# Mosu tanjia
Espèce
Mosu tanjia est une espèce d'araignées aranéomorphes de la famille des Mysmenidae.

## Distribution
Cette espèce est endémique du Yunnan en Chine. Elle se rencontre dans le xian de Malipo vers 1 464 m d'altitude.

## Description
Le mâle holotype mesure 0,86 mm et la femelle paratype 1,02 mm, les mâles mesurent de 0,73 à 0,86 mm et les femelles de 0,88 à 1,02 mm.

## Étymologie
Son nom d'espèce lui a été donné en référence au lieu de sa découverte, Tanjiawan.

## Publication originale
- Lin & Li, 2013 : Five new minute orb-weaving spiders of the family Mysmenidae from China (Araneae). Zootaxa no 3670(4), p. 449-481.